# Etika
Desmond Daniel Amofah (Brooklyn, 12 de maio de 1990 - Ponte de Manhattan, c. 19 de junho de 2019), mais conhecido  como Etika, foi um YouTuber estadunidense, mais conhecido por seus vários reacts de produtos e jogos da Nintendo.
Após vários meses de problemas mentais e aparentes tentativas de suicídios, Etika desapareceu em 19 de junho de 2019. Em 25 de junho de 2019, ele foi encontrado morto no rio East, na Ponte de Manhattan, pelo Departamento de Polícia de Nova Iorque, a causa exata da morte foi determinada como afogamento na forma de suicídio.